# پرس ناو
پرس ناو (PRESS NOW) یک نهاد غیردولتی هلندی است که از سال ۱۹۹۳ برای پشتیبانی از رسانه‌های مستقل ایجاد شده است. فعالیت این نهاد بیشتر در شرق اروپا، آفریقا و خاورمیانه متمرکز بوده است.
پرس ناو همچنین برگزار کننده دوره‌هایی در زمینه روزنامه‌نگاری در کردستان عراق و ایران بوده است.
پرس ناو از سال ۲۰۱۰ با تغییرات سازمانی با نام Free Press Unlimited به فعالیت خود ادامه می‌دهد. این همچنین رابط بین رادیو زمانه و پارلمان هلند (تأمین کنندهٔ اصلی بودجه این رسانه) است. سپاه پاسداران جمهوری اسلامی ایران از همکاری این سازمان با رادیو زمانه به عنوان «یکی از مهمترین پروژه‌های براندازی نظام جمهوری اسلامی با نام پروژه هلندی» نام برده است.